# Gertrud Bing
Gertrud Bing (Hamburg, 7 de juny de 1892 – Londres, 3 de juliol de 1964) fou una historiadora de l'art alemanya, bibliotecària i directora del Warburg Institute.

## Biografia
Filla de Moritz Bing i Emma Jonas (Bing), originària d'Hamburg, Gertrud Bing va ser educada al liceu de la mateixa ciutat entre 1909 i 1913. Al 1916 obtingué el títol d'educació secundària al Heinrich-Hertz Realgymnasium. Més endavant, estudià filosofia a la Universitat de Múnic i a la universitat d'Hamburg. La seva tesi doctoral, sota la supervisió de n'Ernst Cassier, fou sobre la idea de precisió en l'obra de Theodor Lessing en comparació amb el pensament de Gottfried W. Leibniz que llegí el 1921.

## Carrera Professional
Al 1922 començà a treballar a la biblioteca Warburg, oficialment coneguda com a Kulturwissenschaftlichen Bibliothek Warburg (KBW), i que havia estat fundada per Aby Warburg. Al 1924 es convertí en l'assistent personal de recerca del mateix Warburg. Juntament amb Warburg i Fritz Saxl fundaren el primerenc Warburg Institute. El KBW obrí oficialment les seves portes el 1926. El 1927 passà a ser la directora de la biblioteca de la institució. Arrel de la mort de Warburg, el 1929, es dedicà a editar un manuscrit inèdit, Gesammelte Schriften, que publicà el 1932. Poc més tard, al 1933, quan els nazis van arribar al poder, el centre es va traslladar des d'Alemanya cap a Londres. Fou llavors quan la institució rebé el nom de Warburg Institute. Bing era considerada la col·laboradora més estreta d'Aby Warburg i, a la seva mort, ella feu erigir un bust a l'institut i li dedicà un text commemoratiu.
Amb el seu marit, Fritz Saxl, va ser el primer director de l'institut Warburg, es traslladaren a Dulwich. El Warburg and Courtauld Institute es vinculà a la universitat de Londres i, en aquesta etapa, ella en fou la sub-directora entre 1944 i 1955. Saxl morí en 1948 i el succeí en el càrrec de director Henri Frankfort, arqueòleg especialitzat en egiptologia, que ja treballava abans en la institució. A la mort d'aquest, el 1954, Gertrud Bing esdevingué la directora del Warburg Institute, així com a professora d'Història de la tradició clàssica. Durant el transcurs dels anys ajudà a molts acadèmics exiliats: historiadors, historiadors de l'art, així com bibliotecaris alemanys o fins i tot d'altres països que es posaven en contacte amb ella i Bing els cercava feina a Warburg Institute. Així mateix, és gràcies a la dedicació de Gertrud Bing bona part de l'activitat editorial de l'institut i les línies d'acció d'aquest. Ella es mantingué activa fins a la seva mort, el 1964, a Londres, després d'un mes de malaltia.

## Obra
- Der Begriff des Notwendigen bei Lessing: Ein Beitrag zum geistesgeschichtlichen Problem Leibniz-Lessing. Hamburg, 1921, Tesi doctoral.
- "A. M. Warburg", Journal of the Warburg and Courtauld Institutes, 28, 1965, pp. 299-313.
- Editora de: Aby Warburg Die Erneuerung der heidnischen Antike: kulturwissenschaftliche Beiträge zur Geschichte der europäischen Renaissance, Leipzig, B. G. Teubner, 1932.